# Okrajno sodišče v Litiji
Okrajno sodišče v Litiji je okrajno sodišče Republike Slovenije s sedežem v Litiji, ki spada pod Okrožno sodišče v Ljubljani Višjega sodišča v Ljubljani. Trenutna predsednica (2007) je Janja Kovač.